# Biomateriał
Biomateriał (zwany też materiałem biomedycznym) – materiał, z którego można produkować urządzenia i elementy, mające bezpośredni kontakt z tkankami organizmu. Z biomateriałów produkuje się implanty (np. protezy ortopedyczne, naczyniowe), a także pokrywa się nimi powierzchnie urządzeń wszczepianych do wnętrza organizmu (np. rozrusznik serca, sztuczne zastawki serca, elektrody endokawitarne, stenty), lub przeznaczonych do długotrwałego kontaktu z organizmem (np. rurki intubacyjne, cewniki, dreny, nici chirurgiczne).
Podstawową cechą biomateriałów jest ich biozgodność, czyli brak toksyczności oraz minimalne oddziaływanie na system immunologiczny. Biomateriały będące w styczności z krwią nie mogą wywoływać hemolizy.
Do najczęściej stosowanych biomateriałów zalicza się:
- polimery syntetyczne - takie jak: (polietylen, polisiloksany i inne)
- polimery półsyntetyczne - modyfikowane biopolimery, takie jak: oczyszczona chityna
- materiały ceramiczne
- niektóre metale i ich stopy

## Zastosowania
Biomateriały są wykorzystywane w produkcji:
- sztucznych ścięgien i więzadeł
- wypełnień i implantów dentystycznych[1]
- protez naczyniowych i stentów
- szkieł kontaktowych (soczewek)
- implantów kości[2]
- implantów piersi[3]
- wyrobów chirurgicznych tj. szwy chirurgiczne, siatki chirurgiczne

oraz w badaniach naukowych i rozwoju:
- inżynierii tkankowej[4]
- mechanizmów dostarczania leków
- biodrukowanych modeli tkankowych do badań leków[5]
- biodrukowanych tkanek i narządów do przeszczepień[5]

Biomateriały muszą być kompatybilne z tkankami organizmu. Problemy związane z brakiem biokompatybilności należy rozwiązać, zanim produkt końcowy będzie mógł zostać wprowadzony na rynek i zastosowany w warunkach klinicznych. Z tego powodu biomateriały zwykle podlegają zbliżonym wymaganiom do tych, którym podlegają nowe leki. Wszystkie firmy produkujące leki, jak również wyroby medyczne są zobowiązane do zapewnienia identyfikowalności wszystkich swoich produktów, aby w przypadku wykrycia wadliwego produktu można było prześledzić inne produkty z tej samej partii.